# Gare de Pontrieux
Gare de Pontrieux vasútállomás Franciaországban, Pontrieux településen.

## Vasútvonalak
Az állomást az alábbi vasútvonalak érintik:
- Guingamp-Paimpol-vasútvonal

## Kapcsolódó állomások
A vasútállomáshoz az alábbi állomások vannak a legközelebb:
- Halte de Frynaudour (Gare de Paimpol)
- Halte de Pontrieux (Gare de Guingamp)